# Annabel Cervantes
Pour les articles homonymes, voir Cervantes (homonymie).
Annabel Cervantes Muñoz (née en 1969 à Barcelone) est une romancière espagnole d'expression catalane.
Elle étudie la géographie et l'histoire à l'université de Barcelone, puis elle se spécialise en environnant, mais elle abandonne ce métier pour la littérature. Elle habite à Castelldefels.

## Œuvres
- L'harmònica de vidre, 1999
- L'informe del cartògraf,  2000
- Qualsevol diumenge, esports d'aventura,  2004
- Ocell de mar endins,  2007.
- Celobert, 2008.
- La Maledicció d'Alietzer. Alisis (Ara Llibres). Barcelona,  2009.

## Prix
- Prix Sant Jordi, Castelldefels 1999
- Prix Sant Jordi, Begues,  2000
- Primer Premi de Narrativa Mercè Rodoreda de Molins de Rei,  2004
- IV Premi Pollença de Narrativa,  2007
- III Premi de Narrativa Breu Districte V, 2008.